# 佐久橋
佐久橋（さくばし）は、長野県佐久市伴野 - 鳴瀬の千曲川に架かる長野県道78号佐久小諸線の橋長249.2 m（メートル）のトラス橋・桁橋。

## 概要
佐久橋旧橋は80年以上供用され、地域に親しまれていたことや地形を考慮して旧橋と似た構造である単純下路トラスと連続鈑桁の橋種が選定された。
- 形式 - 鋼単純下路曲弦ワーレントラス橋1連+鋼4径間連続鈑桁橋
- 橋長 - 249.169 m[2]
  - トラス部 - 82.2 m
  - 鈑桁部 - 165.768 m[2]
- 幅員 - 9.5 m
  - 車道 - 6.5 m
  - 歩道 - 片側3.0 m
- 橋台 - 逆T式橋台
- 橋脚 - 壁式橋脚
- 基礎 - 場所打ち杭基礎（A1 - P2）・直接基礎（P3 - A2）
- 床版 - 鉄筋コンクリート
- 鋼重 - 340 t（トラス部）・321 t（鈑桁部）
- 設計 - タイヨーエンジニヤ
- 施工 - 角藤
- 架設工法 - トラッククレーンベント工法

## 歴史
1923年（大正12年）3月4日木造の無補剛吊橋として建設される。
1933年（昭和8年）5月25日には鋼トラスとRC桁からなる永久橋として架設された。
老朽化による損傷のため、2008年（平成20年）12月から車両総重量6 tの制限を実施していた上、幅員狭小で歩道がないことから2013年度（平成25年度）に架替事業に着手し、2017年（平成29年）11月7日に新橋が供用された。後に旧橋は解体されたが、橋名板は地元に寄贈された。

### 旧橋の諸元
- 形式 - 鋼単純下路曲弦ワーレントラス橋1連+RC桁橋
- 橋長 - 260.3 m
  - トラス部 - 56.0 m
- 幅員 - 5.5 m
- 施工 - 櫻田機械製造所[注釈 1]（トラス部）